# Óscar
Óscar är en udde i Antarktis. Den ligger i Sydshetlandsöarna. Argentina, Chile och Storbritannien gör anspråk på området.
Terrängen inåt land är huvudsakligen platt, men söderut är den kuperad. Havet är nära Óscar norrut. Trakten är obefolkad. Det finns inga samhällen i närheten. 